# John Ventimiglia
John Ventimiglia (New York, 17 luglio 1963) è un attore statunitense.

## Biografia
Nato da una famiglia di origini italiane, Ventimiglia deve la sua fama all'interpretazione del cuoco Artie Bucco nella pluripremiata serie televisiva HBO I Soprano, in tutte e 6 le stagioni dello show, dal 1999 al 2007.
Prima di allora aveva avuto piccoli ruoli cinematografici nei film  Fratelli (1996) di Abel Ferrara, e  Pallottole su Broadway (1994) di Woody Allen.
In televisione è apparso in produzioni come NYPD e Law & Order.

## Filmografia parziale

### Cinema
- Swoon, regia di Tom Kalin (1992)
- The Cowboy Way, regia di Gregg Champion (1994)
- Pallottole su Broadway (Bullets over Broadway), regia di Woody Allen (1994)
- Postcards from America, regia di Steve McLean (1994)
- Cop Land, regia di James Mangold (1996)
- Fratelli (The Funeral), regia di Abel Ferrara (1996)
- Ragazze di città (Girls Town), regia di Jim McKay (1996)
- Mickey occhi blu (Mickey Blue Eyes), regia di Kelly Makin (1999)
- Plan B, regia di Greg Yaitanes (2001)
- Rosencrantz and Guildenstern Are Undead, regia di Jordan Galland (2009)
- Le regole della truffa (Flypaper), regia di Rob Minkoff (2011)
- Violet & Daisy, regia di Geoffrey Fletcher (2011)
- Blood Ties - La legge del sangue (Blood Ties), regia di Guillaume Canet (2013)
- The Iceman, regia di Ariel Vromen (2013)
- Money Monster - L'altra faccia del denaro (Money Monster), regia di Jodie Foster (2016)

### Televisione
- Law & Order - I due volti della giustizia (Law & Order) - serie TV, episodio 9x02 (1998)
- I Soprano (The Sopranos) - serie TV, 36 episodi (1999-2007)
- CSI - Scena del crimine (CSI: Crime Scene Investigation) - serie TV (2007)
- White Collar - serie TV, episodio 1x03 (2009)
- Blue Bloods - serie TV, 4 episodi (2011-2012)
- Person of Interest - serie TV, episodio 2x05 (2012)
- Law & Order - Unità vittime speciali (Law & Order: Special Victims Unit) - serie TV, episodio 14x17 (2013)
- The Good Wife - serie TV (2014-2015)
- Bull - serie TV, episodio 1x07 (2016)
- The Blacklist - serie TV, episodio 2x09 (2016)
- Jessica Jones - serie TV (2019)

## Doppiatori italiani
Nelle versioni in italiano delle opere in cui ha recitato, John Ventimiglia è stato doppiato da:
- Enrico Di Troia in Le regole della truffa, Blue Bloods, Elementary
- Enzo Avolio in I Soprano
- Mario Brusa in Law & Order: Criminal Intent
- Davide Marzi in CSI - Scena del crimine
- Luciano Roffi in White Collar
- Riccardo Scarafoni in Person of Interest
- Danilo Di Martino in Blood Ties - La legge del sangue
- Angelo Nicotra in The Iceman
- Enrico Pallini in Law & Order - Unità vittime speciali
- Massimo Bitossi in Money Monster - L'altra faccia del denaro
- Pasquale Anselmo in The Good Wife
- Raffaele Palmieri in The Blacklist
- Roberto Draghetti in Bull
- Stefano Thermes in The Calling